# Sisarahili Huruna
Sisarahili Huruna is een bestuurslaag in het regentschap Nias Selatan van de provincie Noord-Sumatra, Indonesië. Sisarahili Huruna telt 1197 inwoners (volkstelling 2010).